# Melbou
Melbou (în arabă ملبو) este o comună din provincia Béjaïa, Algeria.
Populația comunei este de 11.396 de locuitori (2008).